# Khối lập phương

Khối lập phương

Khối lập phương là một khối đa diện đều ba chiều có 6 mặt đều là hình vuông, có 12 cạnh bằng nhau, 8 đỉnh, cứ 3 cạnh gặp nhau tại 1 đỉnh, có 4 đường chéo cắt nhau tại một điểm. Khối lập phương là tập hợp những điểm nằm bên trong và các điểm nằm trên các mặt, cạnh, đỉnh này.
Khối lập phương là khối 6 mặt đều duy nhất và là 1 trong 5 khối đa diện đều, với 9 mặt đối xứng.
Khối lập phương cũng là hình khối lục diện vuông, hình hộp chữ nhật có các cạnh bằng nhau, hoặc hình khối mặt thoi vuông.

## Công thức
Nếu cạnh của khối lập phương là {\displaystyle a}:
| Diện tích bề mặt                       | {\displaystyle 6a^{2}}                    |
| Thể tích                               | {\displaystyle a^{3}}                     |
| Bán kính mặt cầu ngoại tiếp            | {\displaystyle {\frac {{\sqrt {3}}a}{2}}} |
| Bán kính mặt cầu tiếp xúc với các cạnh | {\displaystyle {\frac {a}{\sqrt {2}}}}    |
| Bán kính mặt cầu nội tiếp              | {\displaystyle {\frac {a}{2}}}            |